# Vučjak Feričanački
Vučjak Feričanački es una localidad de Croacia en el ejido del municipio de Feričanci, condado de Osijek-Baranya.

## Geografía
Se encuentra a una altitud de 126 m s. n. m. a 231 km de la capital nacional, Zagreb.

## Demografía
En el censo 2011 el total de población de la localidad fue de 270 habitantes.
| Gráfica de población de Vučjak Feričanački 1857-2011                |
|                                                                     |
| Según los censos de población de la oficina estadística de Croacia. |